# Полунин, Александр Андреевич
Александр Андреевич Полунин (род. 25 мая 1997, Москва) — российский хоккеист клуба «Локомотив».

## Биография
Воспитанник детско-юношеской школы «Пингвины» (Москва) и ярославского «Локомотива». В сезоне 2015/16 дебютировал за «Локомотив» в КХЛ и следующие три года входил в тройку Полунин — Красковский — Коршков, считавшуюся одной из надежд российского хоккея. «Габаритный центр Павел Красковский был мозгом звена, небольшой креативный Александр Полунин — эдаким наконечником и завершителем, а невероятно работоспособный силовой Егор Коршков — столпом, который мог продавить оборону соперника и при необходимости выгрызть шайбу в борьбе или на перехватах». В составе той же тройки был одним из лидеров сборной на МЧМ-2016, где завоевал серебряную медаль.
В сезоне 2017/18 качество игры Полунина снизилось, и в следующем сезоне игрок был обменян (фактически отправлен в аренду) в «Сочи». Сезон 2019/20 вновь провёл в «Локомотиве», после чего оказался в «Амуре», где играл в первом звене.
Затем вернулся в «Локомотив». 17 ноября 2021 года забросил три шайбы в матче против СКА, сделав первый хет-трик в карьере. В сезоне 2021/22 набрал 19 очков (10+9) в 45 матчах.  в сезоне 2022/23 набрал 27 очков (17+10) в 66 матчах при показателе полезности +19.

## Достижения
Бронзовый призёр чемпионата России (2017). Чемпион МХЛ (2016, 2018).
Серебряный (2016) и бронзовый (2017) призёр чемпионата мира среди молодёжи.
Обладатель Кубка Гагарина (2025).

## Статистика
| Легенда | Легенда                    | Легенда | Легенда                   | Легенда | Легенда    |
| ------- | -------------------------- | ------- | ------------------------- | ------- | ---------- |
| И       | Количество проведённых игр | Штр     | Штрафное время            | +/−     | Плюс-минус |
| Г       | Голы                       | П       | Голевые передачи          | О       | Очки       |
| -       | Статистика неизвестна      | —       | Статистика не учитывалась |         |            |